# Kałęczyny
Kałęczyny (deutsch Kallenczynnen, 1938 bis 1945 Lenzendorf) ist ein Dorf in der polnischen Woiwodschaft Ermland-Masuren, das zur Gmina Ełk (Landgemeinde Lyck) im Powiat Ełcki (Kreis Lyck) gehört.

## Geographische Lage
Kałęczyny liegt im südlichen Osten der Woiwodschaft Ermland-Masuren, neun Kilometer südöstlich der Kreisstadt Ełk (Lyck).

## Geschichte
Das seinerzeit Pogorzellen, nach 1785 Kallenczinnen, nach 1818 Kallendczynen und bis 1938 Kallenczynnen genannte Dorf wurde im Jahr 1548 gegründet. Zu ihm gehörte ein Vorwerk und später eine Dampfmühle. 
Von 1874 bis 1945 war der Ort in den Amtsbezirk Wischniewen (polnisch Wiśniowo Ełckie) eingegliedert, der – 1938 in „Amtsbezirk Kölmersdorf“ umbenannt – zum Kreis Lyck im Regierungsbezirk Gumbinnen (ab 1905: Regierungsbezirk Allenstein) der preußischen Provinz Ostpreußen gehörte.
Die Zahl der Einwohner belief sich im Jahr 1910 auf 256 und stieg bis 1933 auf 285. Aufgrund der Bestimmungen des Versailler Vertrags stimmte die Bevölkerung im Abstimmungsgebiet Allenstein, zu dem Kallenczynnen gehörte, am 11. Juli 1920 über die weitere staatliche Zugehörigkeit zu Ostpreußen (und damit zu Deutschland) oder den Anschluss an Polen ab. In Kallenczynnen stimmten 180 Einwohner für den Verbleib bei Ostpreußen, auf Polen entfielen keine Stimmen.
Am 3. Juni 1938 wurde Kallenczynnen aus politisch-ideologischen Gründen der Abwehr fremdländisch klingender Ortsnamen in „Lenzendorf“ umbenannt. Die Zahl der Einwohner betrug 1939 noch 272.
In Kriegsfolge kam das Dorf 1945 mit dem gesamten südlichen Ostpreußen zu Polen und erhielt die polnische Namensform „Kałęczyny“. Heute ist es Sitz eines Schulzenamtes (polnisch Sołectwo) und somit eine Ortschaft im Verbund der Gmina Ełk (Landgemeinde Lyck) im Powiat Ełcki (Kreis Lyck), bis 1998 der Woiwodschaft Suwałki, seitdem der Woiwodschaft Ermland-Masuren zugehörig.

## Religionen
Bis 1945 war Kallenczynnen in die evangelische Kirche Wischniewen (polnisch Wiśniowo Ełckie) in der Kirchenprovinz Ostpreußen der Kirche der Altpreußischen Union sowie in die römisch-katholische Kirche St. Adalbert in Lyck (Ełk) im Bistum Ermland eingepfarrt. 
Heute gehört Kałęczyny zur katholischen Pfarrei Regielnica (Regelnitzen, 1938 bis 1945 Regelnhof) im Bistum Ełk der Römisch-katholischen Kirche in Polen. Die evangelischen Einwohner halten sich zur Kirchengemeinde in Ełk, die eine Filialgemeinde der Pfarrei in Pisz (deutsch Johannisburg) in der Diözese Masuren der Evangelisch-Augsburgischen Kirche in Polen ist.

## Verkehr
Kałęczyny liegt verkehrsgünstig an einer Nebenstraße, die die Kreisstadt Ełk (Lyck) über deren Stadtteil Szyba (Sybba, 1938 bis 1945 Walden) und Regielnica mit Tama an der Landesstraße 61 in der Woiwodschaft Podlachien verbindet. Außerdem endet innerorts eine Nebenstraße von Sordachy (Sordachen, 1938 bis 1945 Sorden) über Koziki (Kozycken, 1935 bis 1945 Selmenthöhe).
Kałęczyny ist Bahnstation an der Bahnstrecke Ełk–Turowo (deutsch Lyck–Thurowen/Auersberg). Sie wird von der Ełcka Kolej Wąskotorowa, den einstigen Lycker Kleinbahnen, im Touristenverkehr als Historische Schmalspurbahn betrieben.